# Admiral (Film)
Admiral ist ein russisches Filmdrama von Andrei Krawtschuk aus dem Jahr 2008. Der Film beruht auf wahren Begebenheiten und schildert die letzten Lebensjahre des russischen Admirals Alexander Wassiljewitsch Koltschak bis zu dessen Tod am 7. Februar 1920.

## Handlung
Im Jahr 1964 betrachtet eine Frau in einem Filmstudio das Bild einer jungen Dame.
Es folgt eine Rückblende in das Jahr 1916. Während des Ersten Weltkrieges ist ein russisches Kriegsschiff unter dem Kommando von Kapitän Alexander Koltschak in der Ostsee unterwegs, um Seeminen zu deponieren. Als es von einem deutschen Kriegsschiff angegriffen wird, kann Koltschak durch ein waghalsiges Manöver im eigenen Minenfeld das deutsche Schiff zerstören.
Im Hauptquartier der russischen Marine in Helsinki trifft Koltschak bei einer anschließenden Feier auf Anna Timirjowa, die Ehefrau seines Kameraden Sergei Timirjow. Obwohl Koltschak mit Sofja verheiratet ist und einen Sohn hat, verlieben sich beide unsterblich ineinander. Sofja akzeptiert diese Beziehung gezwungenermaßen, da ihr Mann nicht immer treu ist. Auch Sergei erkennt, dass Anna ihn nicht mehr liebt. Von Gewissensbissen geplagt und trotz seiner Liebe teilt Koltschak Anna wenig später mit, dass sie sich nicht mehr sehen können.
Im selben Jahr wird Koltschak vom Zaren höchstpersönlich in dessen Hauptquartier in Mogiljow zum Admiral und zum Oberbefehlshaber der Schwarzmeerflotte ernannt. Die Liebe zu Anna ist zu stark, so dass er sie wiedersehen will. Doch Anna verpasst ihn am Bahnhof vor seiner Abreise nach Sewastopol. Beide bleiben jedoch in regem Briefkontakt.
Während der Februarrevolution wird 1917 die Monarchie gestürzt. Die bisherigen militärischen Befehlshaber werden abgesetzt und teilweise exekutiert. Sergei Timirjow kann seinem Tod knapp entgehen und flieht mit Anna nach Sankt Petersburg. Wenig später legt Revolutionsführer Kerenski in Sankt Petersburg Koltschak nahe, ins Exil im Ausland zu gehen. Seine Familie wird nach Paris gebracht. Bei einem Treffen mit Anna bekräftigen beide erneut ihre Liebe zueinander.
Im Jahr 1918 haben sich die Verhältnisse durch die Oktoberrevolution und den Russischen Bürgerkrieg grundlegend geändert. Anna verlässt Sergei, der inzwischen zu den Bolschewiken übergelaufen ist, und entscheidet, zu Koltschak zu reisen. Dieser ist inzwischen Admiral und Oberbefehlshaber der Weißen Armee in Omsk, die gegen die Revolutionäre kämpft. Anna entschließt sich, Koltschak zu unterstützen, indem sie Militärkrankenschwester wird. Die Alliierten unterstützen die Weißgardisten und somit beauftragt Koltschak den französischen General Janin, die verbündeten tschechoslowakischen Truppen zu befehligen.
Im November 1919 droht Omsk zu fallen und Koltschak befiehlt, die Truppen nach Irkutsk zu verlegen. Auch trifft er Anna wieder und beide entscheiden, von nun an für immer zusammenzubleiben. Doch auf dem Weg nach Irkutsk, wo die Bolschewiken ebenso bereits auf dem Vormarsch sind, fällt General Janin den Beschluss, Koltschak bei seiner Ankunft an sie auszuliefern. In Irkutsk angekommen wird Koltschak verhaftet. Aus tiefster Liebe will Anna ebenfalls in Gewahrsam genommen werden. Die Bolschewiken exekutieren Koltschak am 7. Februar 1920 und verurteilen Anna zu 30 Jahren Haft.
Wieder im Filmstudio 1964 zeigt sich, dass es sich bei der alten Frau um Anna handelt, die ihr eigenes Bild betrachtet. Während des Filmdrehs stellt sie sich vor, wie sie zusammen mit Koltschak bei einem Ball tanzt und beide glücklich sind.

## Kritik
„Die Russen zeigen mit der filmischen Umsetzung des 1. Weltkrieges ihr Talent und Können. Die Umsetzung ist sehr gelungen und einmalig, da dieses Thema bisher kaum behandelt wurde. Das Kriegsschauspiel wirkt sehr real und authentisch. Bild und Ton unterstützen diesen Eindruck ebenfalls sehr gekonnt. Doch nicht nur Krieg beherrscht die Leinwand. In die Kriegsgeschichte wurde noch eine Liebesgeschichte integriert, um dem Film auch noch eine andere Komponente zu verleihen. Insgesamt wirkt der Film etwas langezogen, ist aber dennoch eine echte Überraschung. Man darf gespannt sein, ob sich die russische Filmproduktion auf ähnlich hohem Niveau weiter entwickelt. Für Fans von Kriegsfilmen ein echter Geheimtipp.“

„Russland erinnert sich eines Nationalhelden, der im Geschichtsbuch der Sowjetunion nicht besonders gut wegkam, und setzt dem zähen Kämpfer gegen die leninistische Anarchie ein episches Kinodenkmal mit diesem reich ausgestatteten Kriegsfilm. Um den Mann aber nicht nur als Militär zu würdigen, finden romantische Affären ebenso ausführliche Würdigung wie Heldentaten, und damit der geneigte Actionfan dem Ganzen auch gerne beiwohnt, wird mit drastischem Realismus in Kampfszenen nicht gegeizt. Tipp für Geschichtsfreunde und Militariasammler.“